# Dick Mulder

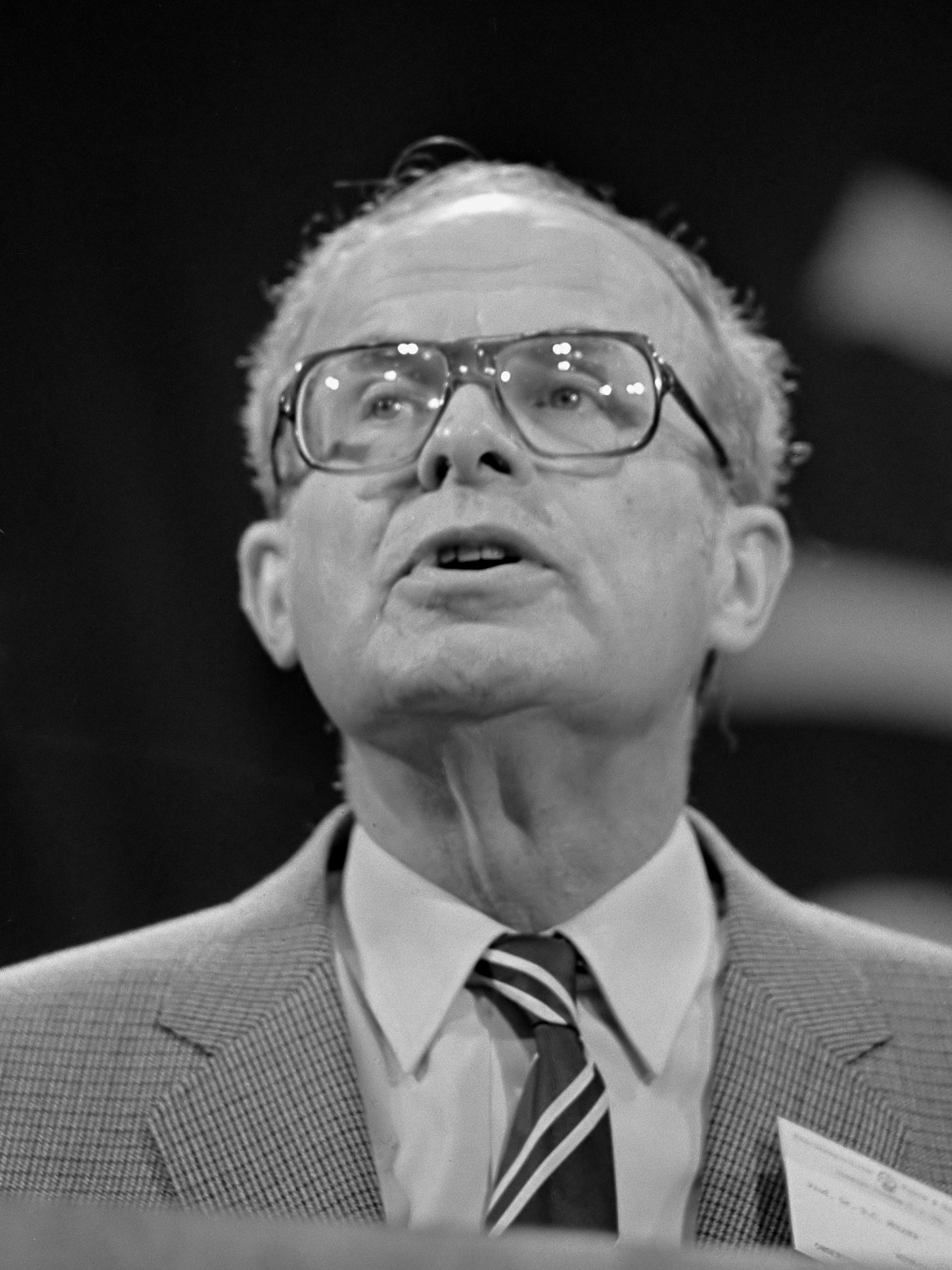
Dick Mulder (1981)

Dirk Cornelis (Dick) Mulder (Leiden, 5 oktober 1919 – Amsterdam, 20 januari 2014) was een Nederlands theoloog.

## Biografie
Na zijn studie theologie werd Mulder docent aan de theologische universiteit in Jogjakarta (Indonesië). Al vroeg toonde hij interesse voor de internationale dimensie van de kerkelijke wereld hetgeen bleek uit zijn eerste publicatie: India's kerk in stormwind uit 1949. Zijn belangstelling voor andere dan christelijke godsdiensten bleek uit zijn proefschrift Openbaring en rede in de Islāmietische filosofie van Al-Fārābī tot Ibn Rušd dat hij in datzelfde jaar aan de Vrije Universiteit Amsterdam verdedigde. In 1965 werd hij benoemd tot hoogleraar godsdienstwetenschappen aan de Vrije Universiteit en aanvaardde dat ambt met de inaugurele rede Theologie en godsdienstwetenschap. Hij bleef hoogleraar tot 1985 toen hij met de afscheidsrede Alle geloven op één kussen? Over de religieuze basis voor de interreligieuze dialoog met emeritaat ging.
Bekendheid verwierf Mulder als voorzitter van de Nederlandse Raad van Kerken waarbij hij vanaf de oprichting in 1968 betrokken was. In 1983 werd hij voorzitter van de raad, hetgeen hij tot 1992 bleef. Hij zette zich overeenkomstig de doelstelling van die organisatie in voor de oecumene. Daarnaast zette hij zich in bij het conflict tussen Israël en de Palestijnen en voor de positie van de vrouw in de kerk. Ook had hij in zijn functie bemoeienis met de Wereldraad van Kerken. Hij was ridder in de Orde van de Nederlandse Leeuw en overleed te Amsterdam op 94-jarige leeftijd.